# Atlético Clube de Arrentela
O Atlético Clube de Arrentela é um clube de desportivo português, localizado na freguesia de Arrentela, município do Seixal, distrito de Setúbal.

## História
O clube foi fundado em 4 de Outubro de 1925 com o nome de Arrentela Foot-Ball Club e o seu atual presidente chama-se António Cunha. No ano de 1943 e por proposta de Joaquim Barreto em Assembleia Geral, o Clube muda de nome e passa a designar-se por Atlético Clube de Arrentela.

## Modalidades
De entre as modalidades praticadas ao longo destes anos, no clube há a destacar o futebol, futsal, e juntamente com o muay-thai inserido no complexo do arrentela e liderado pelo Fábio Teixeira antigo campeão do mundo da sua categoria.

## Ligas
- 2005/06 - 1ª divisão da Associação de Futebol de Setúbal.[4]

## Palmarés
- Na época de 1948/49 a equipa de honra de futebol é campeã da 3ª Divisão da A.F. Setúbal.
- Na época de 1962/63 é campeã da II Divisão em Seniores.
- Em 1967/68 os Juvenis vencem o torneio da A.F. Setúbal.
- Na época de 1974/75 os Juniores sagram-se Campeões da II Divisão da A.F. Setúbal.
- Em Seniores e na época de 1975/76 são campeões da II Divisão.
- Na época de 1976/77 os Juvenis vencem o torneio complementar da A.F. Setúbal.
- No ano de 1979 a equipa de Seniores vence a taça de honra da A.F. Setúbal.
- Em Juniores e na época 1983/84 vencem o torneio complementar da A.F. Setúbal.
- Em Juvenis na época 2015/16 vencem o campeonato distrital III Divisão da A.F.Setúbal

## Estádio
Complexo Desportivo de Arrentela, inaugurado Outubro de 2000 (lotação para 3 000 espectadores)
Relvado Sintético inaugurado em 2009, com o apoio da Câmera do Seixal.